# ماکس آدالبرت
ماکس آدالبرت (انگلیسی: Max Adalbert; ۱۹ فوریهٔ ۱۸۷۴ – ۷ سپتامبر ۱۹۳۳) یک هنرپیشه اهل آلمان بود.
از فیلم‌ها یا برنامه‌های تلویزیونی که وی در آن نقش داشته‌است می‌توان به دکتر مابوزه: قمارباز، سرنوشت، شعله اشاره کرد.